# Rafael Acosta (calciatore 1990)
Alejandro Rafael Acosta Cabrere (Maldonado, 2 ottobre 1990) è un ex calciatore uruguaiano, di ruolo centrocampista.

## Caratteristiche tecniche
È un esterno destro.

## Carriera
Cresciuto nel settore giovanile del Dep. Maldonado, ha esordito in prima squadra il 13 aprile 2012 disputando l'incontro di campionato pareggiato 0-0 contro l'Huracán.